# ISU-152
ISU-152 este un autotun sovietic dezvoltat și folosit în timpul celui de-al Doilea Război Mondial. A fost poreclit neoficial zveroboy (în rusă Зверобой; „ucigașul de fiare”) ca răspuns la mai multe tancuri germane care intraseră în serviciu, inclusiv Tiger-uri și Panthere. Deoarece arma sa principală, un tun de calibrul 152,4 mm era montată într-o cutie blindată, de tip „cazemată”, și nu într-o turelă rotativă, interiorul său era incomod, iar amplasarea pe direcția de tragere trebuia făcută prin repoziționarea întregului vehicul folosind șenilele. Prin urmare, a fost folosit în principal ca artilerie mobilă pentru a sprijini atacurile infanteriei și ale blindatelor.
Autotunul ISU-152 a fost în serviciu până în anii 1970, fiind utilizat în mai multe campanii și țări.